# 液晶显示器

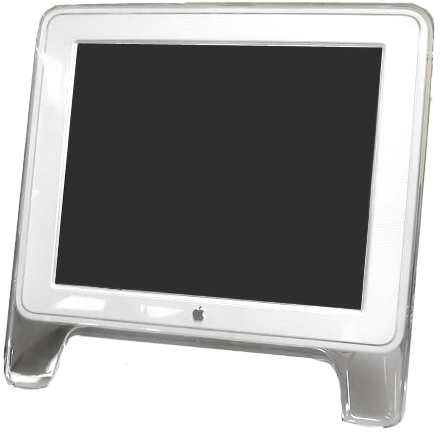
Power Mac G4 Cube的液晶顯示器

液晶显示器（英語：Liquid-Crystal Display，缩写为LCD）為平面薄型的顯示設備，由一定数量的彩色或黑白畫素组成，放置于光源或者反射環境光源°
液晶显示器的主要原理在电场的作用下，利用液晶分子的排列方向发生变化，使外光源透光率改变（调制），完成电一光变换，再利用R、G、B三基色信号的不同激励，通过红、绿、蓝三基色滤光膜，完成时域和空间域的彩色重显。

## 構造

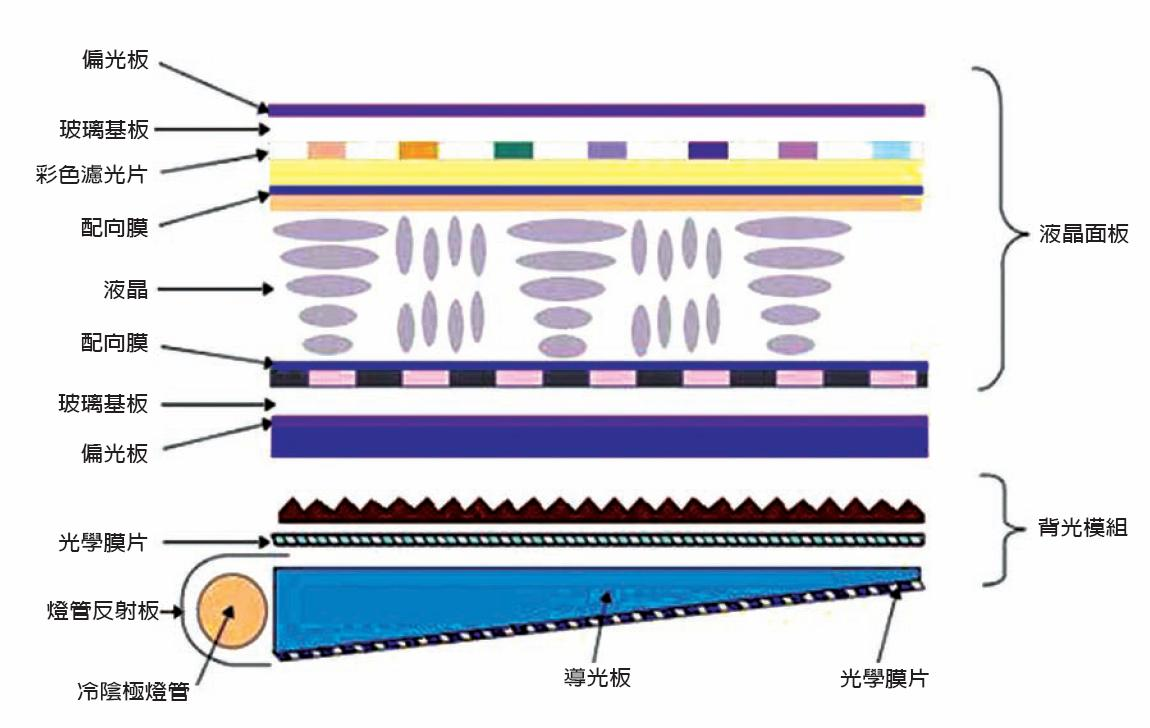
液晶顯示器構造圖

液晶顯示器的每个畫素由以下几个部分构成：悬浮于两个透明电极（氧化銦錫）间的一列液晶分子層，兩邊外側有两个偏振方向互相垂直的偏振过滤片。如果没有电极间的液晶，光通过其中一个偏振过滤片其偏振方向将和第二个偏振片完全垂直，因此被完全阻挡了。但是如果通过一个偏振过滤片的光线偏振方向被液晶旋转，那么它就可以通过另一个偏振过滤。
液晶分子極易受外加電場的影響而產生感應电荷。将少量的电荷加到每个畫素或者子畫素的透明电极產生靜電場，则液晶的分子将被此靜電場誘發感應電荷並產生静电扭力，而使液晶分子原本的旋轉排列產生變化，因此也改變通过光线的旋转幅度。改变一定的角度，从而能够通过偏振过滤片。
在将电荷加到透明电极之前，液晶分子的排列被电极表面的排列决定，电极的化学物质表面可作为晶体的晶种。在最常见的TN液晶中，液晶上下两个电极垂直排列。液晶分子螺旋排列，通过一个偏振过滤片的光线在通过液晶片后偏振方向发生旋转，从而能够通过另一个偏振片。在此过程中一小部分光线被偏振片阻挡，从外面看上去是灰色。将电荷加到透明电极上后，液晶分子将几乎完全顺着电场方向平行排列，因此透过一个偏振过滤片的光线偏振方向没有旋转，因此光线被完全阻挡了。此时畫素看上去是黑色。通过控制电压，可以控制液晶分子排列的扭曲程度，从而达到不同的灰度。
有些液晶顯示器在交流电作用下变黑，交流电破坏了液晶的螺旋效应，而关闭电流后，液晶顯示器会变亮或者透明，這類液晶顯示器常見於筆記型電腦與平價液晶顯示器上。另一類常應用於高畫質液晶顯示器或大型液晶電視上的液晶顯示器則是在關閉電源時，液晶顯示器為不透光的狀態。
因此为了省电，液晶顯示器采用复用的方法，在复用模式下，一端的电极分组连接在一起，每一组电极连接到一个电源，另一端的电极也分组连接，每一组连接到电源另一端，分组设计保证每个畫素由一个独立的电源控制，电子设备或者驱动电子设备的软件通过控制电源的开/关序列，从而控制畫素的显示。
检验液晶顯示器的指标包括以下几个重要方面：显示大小、反应时间（同步速率）、阵列类型（主动和被动）、视角、所支持的颜色、亮度和对比度、分辨率和屏幕高宽比、以及输入接口（例如视觉接口和视频显示阵列）。

## 简史
1888年，奧地利化学家弗里德里希·莱尼泽發現液晶及其特殊的物理特性。
第一台可操作的液晶顯示器基于动态散射模式（Dynamic Scattering Mode，DSM），美國無線電公司乔治·海尔曼带领的小组开发这种液晶顯示器。海尔曼创建奥普泰公司，这个公司开发出一系列基于这种技术的液晶顯示器。
1970年12月，液晶的旋转向列场效应在瑞士被仙特和赫尔弗里希於霍夫曼-勒罗克中央实验室注册为专利。但於前一年的1969年，詹姆士·福格森在美国俄亥俄州肯特州立大学便已发现了液晶的旋转向列场效应，于1971年2月在美国注册了相同的专利。1971年，ILIXCO生产第一台基于这种特性的液晶顯示器，很快取代了性能较差的DSM型液晶顯示器。在1985年之後，這一發現才產生了商業價值。1973年，日本的夏普公司首次將它運用於製作電子計算器的數位顯示。在2010年代，液晶顯示器已经成为所有電腦的主要顯示設備。

## 顯示原理

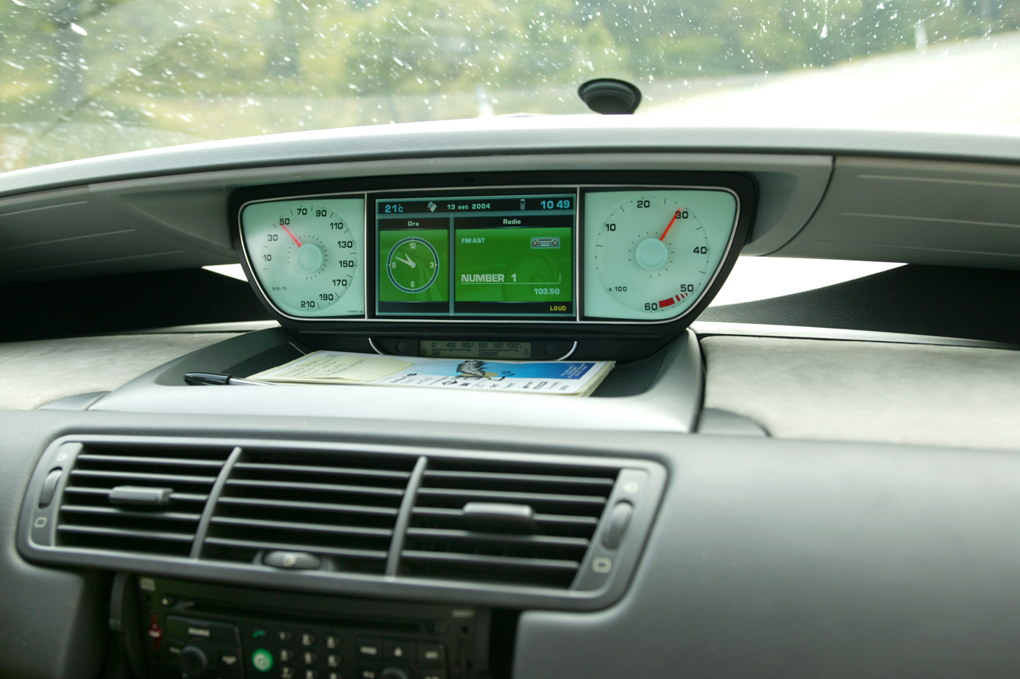
汽車用車載資訊系統

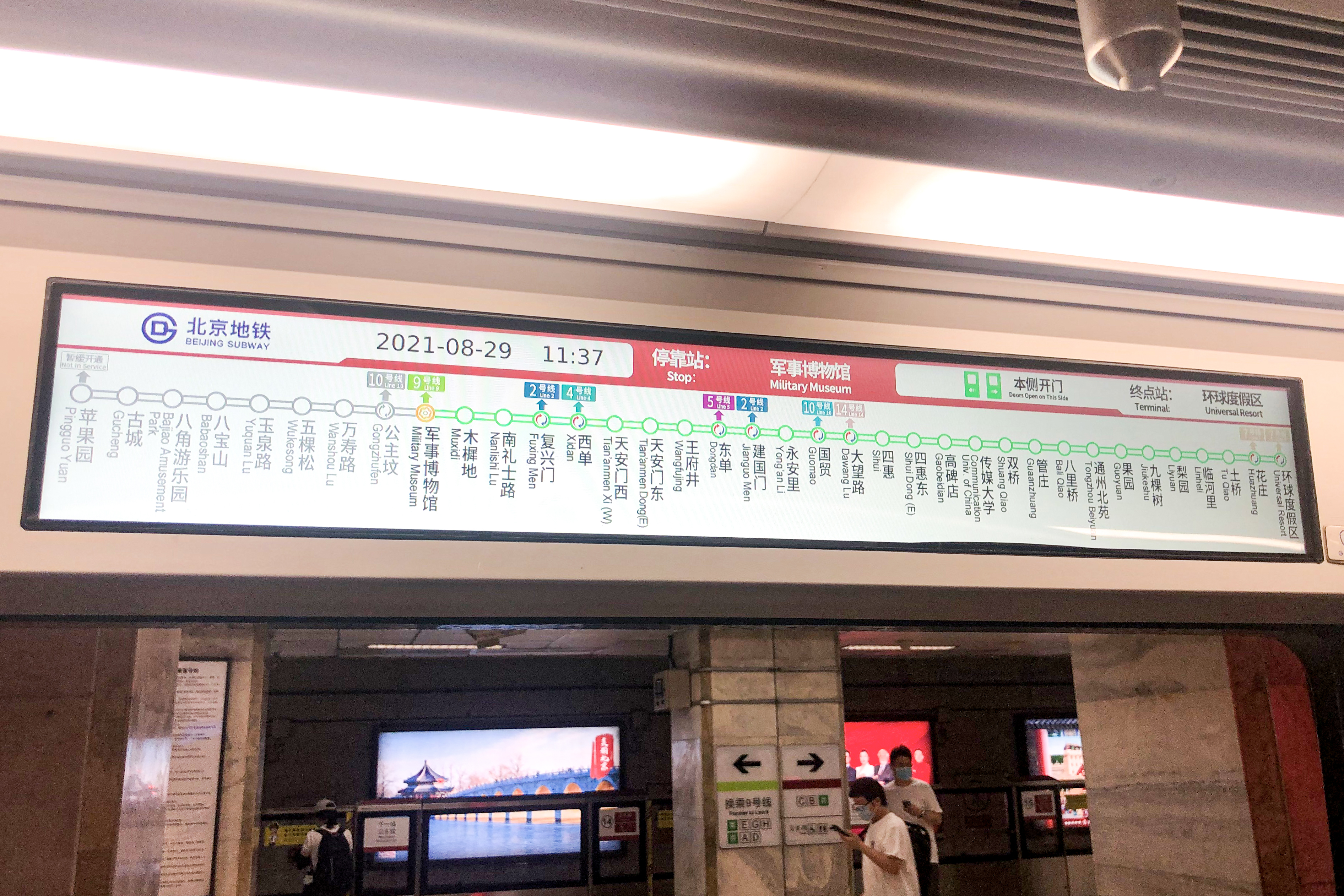
北京地铁1号线车内LCD画面

在不加電壓下，光線會沿著液晶分子的間隙前進而轉折90度，所以光可通過。但加入電壓後，光順著液晶分子的間隙直線前進，因此光被濾光板所阻隔。
液晶是具有流動特性的物質，所以只需外加很微小的力量即可使液晶分子運動，以最常見普遍的向列型液晶為例，液晶分子可輕易的藉著電場作用使得液晶分子轉向，由於液晶的光軸與其分子軸相當一致，故可藉此產生光學效果，而當加於液晶的電場移除消失時，液晶將藉著其本身的彈性及黏性，液晶分子將十分迅速的回復原來未加電場前的狀態。

## 透射和反射显示
液晶顯示器可透射显示，也可反射显示，决定于它的光源放哪里。
透射型液晶顯示器由一个屏幕背后的光源照亮，而观看则在屏幕另一边（前面）。这种类型的LCD多用在需高亮度显示的应用中，例如电脑显示器、PDA和手机中。用于照亮液晶顯示器的照明设备的功耗往往高于液晶顯示器本身。
反射型液晶顯示器，常见于电子钟表和计算器中，（有时候）由后面的散射的反射面将外部的光反射回来照亮屏幕。这种类型的液晶顯示器具有较高的对比度，因为光线要经过液晶两次，所以被削减了两次。不使用照明设备明显降低了功耗，因此使用电池的设备电池使用更久。因为小型的反射型液晶顯示器功耗非常低，以至于光电池就足以给它供电，因此常用于袖珍型计算器。
半穿透反射式液晶顯示器既可以当作透射型使用，也可当作反射型使用。当外部光线很足的时候，该液晶顯示器按照反射型工作，而当外部光线不足的时候，它又能当作透射型使用。

## 彩色显示

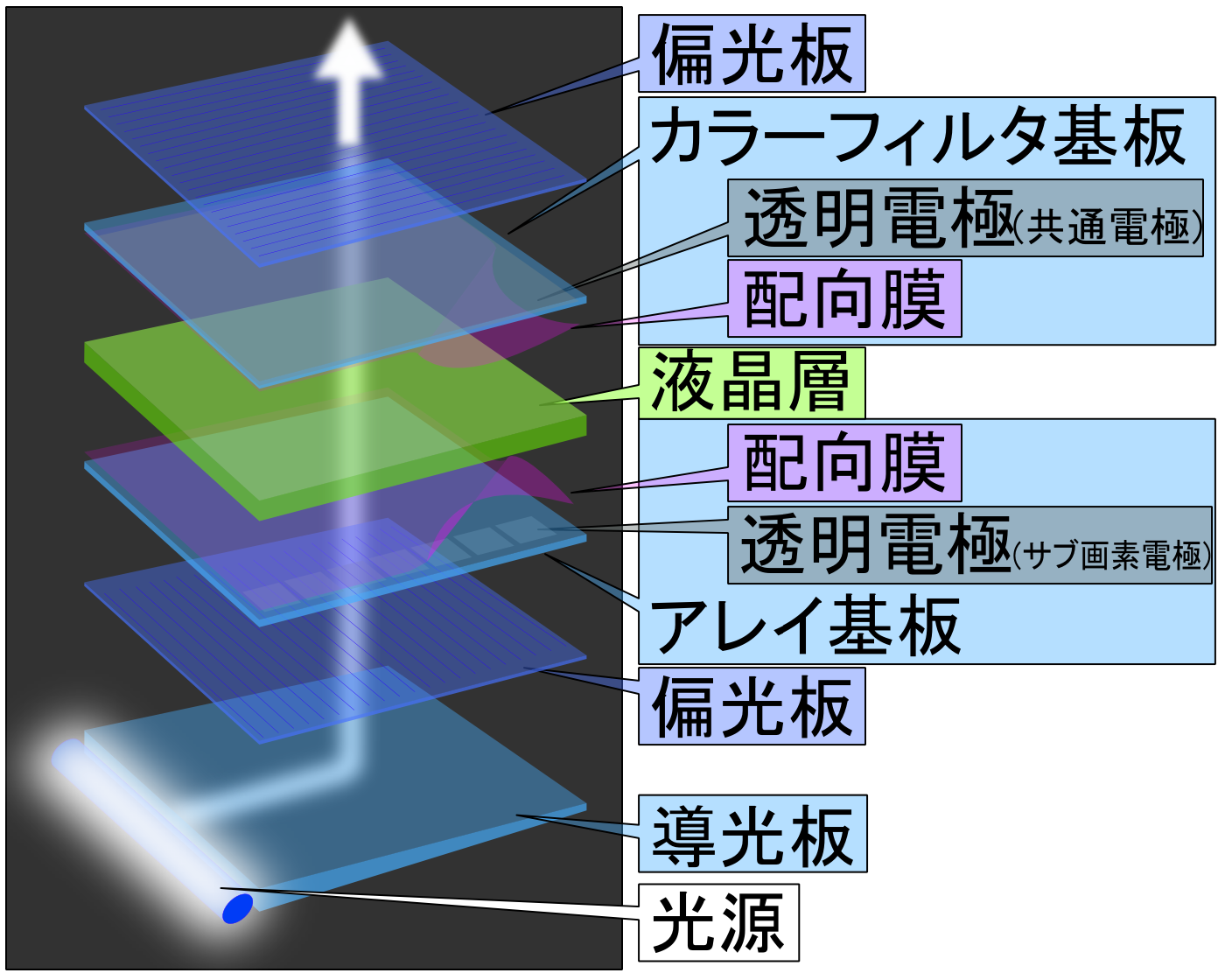
彩色液晶顯示器的一個亞像素結構

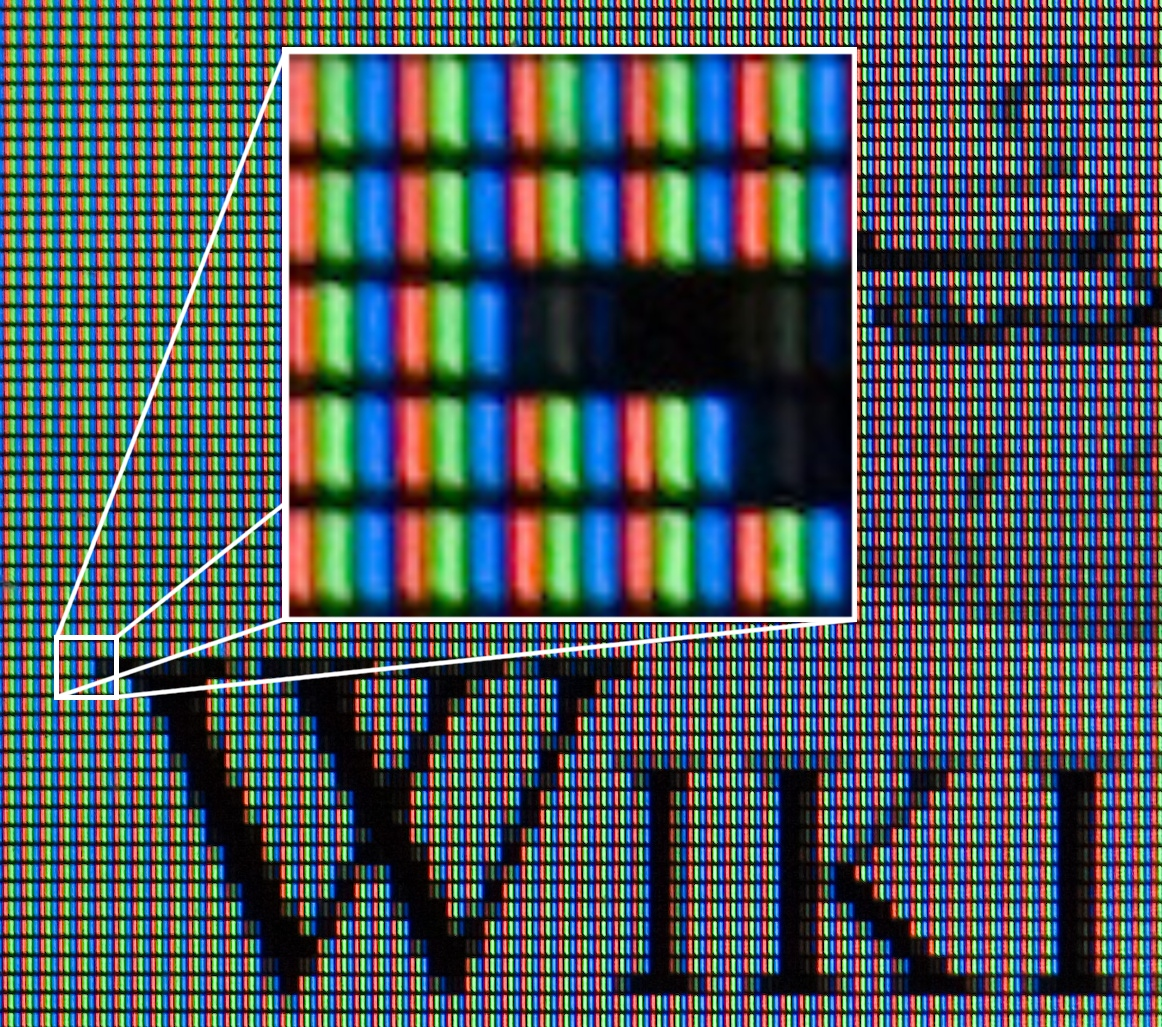
液晶顯示器上的像素放大圖

液晶顯示器技術也是根據電壓的大小來改變亮度，每個液晶顯示器的子圖元顯示的顏色取決於色彩篩檢程式。由於液晶本身沒有顏色，所以用濾色片產生各種顏色，而不是子圖元，子圖元只能通過控制光線的通過強度來調節灰階，只有少數主動矩陣顯示採用類比信號控制，大多數則採用數位信號控制技術。大部分數位控制的液晶顯示器都採用了八位控制器，可以產生256級灰階。每個子圖元能夠表現256級，那麼你就能夠得到2563種色彩，每個圖元能夠表現16,777,216種成色。因為人的眼睛對亮度的感覺並不是線性變化的，人眼對低亮度的變化更加敏感，所以這種24位的色度並不能完全達到理想要求，工程師們利用脈衝電壓調節的方法以使色彩變化看起來更加統一。
彩色液晶顯示器中，每個畫素分成三個單元，或稱子畫素，附加的濾光片分别標記紅色、綠色和藍色。三個子畫素可獨立進行控制，對應的畫素便產生了成千上萬甚至上百万種顏色。老式的CRT採用同樣的方法顯示顏色。根據需要，顏色组件按照不同的畫素幾何原理進行排列。

## 主動陣列和被動陣列
常見於電子錶及口袋型計算機的以少量片段構成之液晶顯示器，其各片段均具有單一電極接點。一個外部專用電路提供電荷到每一個控制單元，這種顯示結構在有較多顯示單位（如液體顯示屏）時會顯得笨重。小型單色顯示器，例如PDA上的或舊型筆記型電腦螢幕的被動陣列液晶顯示器，即應用超扭轉向列(STN)或雙層超扭轉向列(DSTN)技術（DSTN修正STN的色彩偏差問題）。
顯示器上的每一行或列都有一個獨立的電路，每一個像素的位置也要一個行和列同時指定，這類顯示方式稱為「被動陣列」，因為每一個像素也要在更新前記著各自的狀態，此時每像素也是沒有穩定的電荷供應。當像數增加時，相對的行和列數目也會增加，這種顯示方式變得更難使用，以被動陣列所製造的液晶顯示器特性為非常慢的反應時間及低對比度。
現行高解析度彩色顯示器，例如电脑螢幕或電視，皆為主動陣列。薄膜電晶體液晶顯示器會被添加到偏光板與色彩濾鏡上。每個畫素都有自己的電晶體，允許操控單一畫素。當一條列線路被開啟時，所有行線路會連接到一整列(Row)的畫素，而每條行線會有正確的電壓驅動，這條列線路會關掉而另一列(Row)被開啟。在一次完整的畫面更新運作中，所有列線路會依照時間序列被開啟。同等大小的主動陣列顯示器比起被動陣列顯示器會顯得更亮更銳利，而且有短的反應時間。

## 品質控制
有些液晶螢幕面板中含有缺陷的電晶體而造成永久性的亮點與暗點。跟IC不同的是液晶面板即使有壞點依舊可以正常顯示，這也可以避免只因出現少數壞點而將比IC面積還要大很多的液晶面板丟棄形成浪費。面板製造商有不同的壞點判定標準。
因為尺寸較大及像素點多，液晶顯示器面板比IC電路板更容易有缺陷。譬如12吋的SVGA LCD有8個壞點，而六吋晶圓只有3個缺陷。但是，一片可分割為137顆IC的晶圓上出現3顆廢品并不是很糟糕，而拋棄這塊液晶面板的話就意味著0%的產出。由於製造商之間的激烈競爭，現時品質控制的標準已經提高。如果液晶螢幕有四個或以上的壞點是比較容易察覺到的，因此顧客可以要求更換新的一台。液晶螢幕的壞點位置同樣是不可忽略的。生產商常會因毀損像素在螢幕中央區域而降低標準。有些生產商則提供零壞點保證。

## 耗電量
主動矩陣式液晶顯示器的電功率比CRT小。事實上，它已經成為可攜式設備的標準顯示器，從PDA到筆記型電腦均廣泛運用。但是液晶顯示器技術的效率還是太低：即使你將螢幕顯示白色，從背景光源中發射的光也只有不到10%穿過螢幕發出，其他的都被吸收。所以目前新型的電漿顯示器的耗電量已經比同面積的液晶顯示器低。
PDA，如Palm和CompaqiPAQ常使用反射顯示器。這意味著環境光射進顯示器中，穿過極化的液晶層，碰撞反射層，再反射出來顯示成圖像。據估計，在此過程中84%的光被吸收，所以只有六分之一的光起作用，雖然還有待改進，但已足以提供可視影像需要的對比度。單向反射和反射顯示器使得不同光照條件下耗費最少能源使用液晶顯示器成為可能。

## 零功率顯示器

扭轉向列型（TN）液晶顯示面板的結構
1.垂直方向的偏振片極化入射光；
2.玻璃基版上带有氧化銦錫（ITO）的透明電極。透明電極的形狀，將決定開啟液晶顯示器電源後，光線不通過而顯示暗色的位址。垂直的條紋被蝕刻在基版上，這樣子液晶的排列方向，就會與偏振後的入射光同向；
3.扭轉向列型（TN）液晶；
4.帶有共同透明電極薄膜（ITO）的玻璃基版，水平的條紋被蝕刻在基版上，使液晶的排列方向成為水平；
5.水平偏向的偏振片，可以阻擋或使光線通過；
6.反射面將光線反射回觀察者。

零功率显示器是一种在待机时不需要消耗电力的显示器。第一台零功率显示器在2000年被制造出来，但是這個技術目前無法量產。法國的Nemoptic公司開發出另一個零功率薄型液晶顯示技術，而該技術在2003年7月在台灣量產。此技術針對像是電子書和可攜式電腦這類的低耗能的行動裝置。零功率液晶顯示器也跟電子紙競爭。

## TFT-LCD
TFT-LCD即是Thin film transistor liquid crystal display的縮寫（薄膜電晶體液晶顯示器）。

## 相關項目
- STN-LCD
- HDTV
- 數碼相框
- LED背光液晶顯示電視
- 廢液晶混凝土
- 电子墨水

## 外部連結
- 台灣各家Notebook廠商對於液晶顯示器暗亮點的保固維修標準 （页面存档备份，存于）
- How LCDs Work （页面存档备份，存于）
- LCD Monitor （页面存档备份，存于） - Covers basics, frequently asked questions, and product database.
- Liquid Crystal Institute (Kent State University)
- X-bit’s Guide: Contemporary LCD Monitor Parameters and Characteristics （页面存档备份，存于）
- Interfacing a LCD display with an ATMEL AVR Microcontroller, Source code + example project （页面存档备份，存于）